# Roland Ekström
 (janvier 2023).
Si vous disposez d'ouvrages ou d'articles de référence ou si vous connaissez des sites web de qualité traitant du thème abordé ici, merci de compléter l'article en donnant les références utiles à sa vérifiabilité et en les liant à la section « Notes et références ».
Roland Ekström est un joueur d'échecs et de backgammon suédois et suisse, né le 22 mai 1956 à Stockholm, maître international d'échecs.

## Jeu d'échecs
En 1972, il est champion de Suède junior à Skellefteå. En 1980, il remporte le championnat suédois d'échecs rapides à Stockholm. À la Rilton Cup à Stockholm, il termine deuxième en 1981-1982. En 1987, il remporte le tournoi de Banja Luka ex-aequoi avec Krunoslav Hulak.
Ekström remporte quatre fois le Championnat de Suisse d'échecs : 1988 à Silvaplana, 1999 à Grächen, 2001 à Scuol et 2008 à Samnaun. En 2008, il a également remporté le championnat suisse d'échecs rapides.
Avec l'équipe nationale suédoise, il participe à la Nordic Chess Cup en 1975 et aux Championnats d' Europe par équipes en 1989.
Ayant longtemps vécu à Bâle, Ekström joue pour la Suisse depuis juillet 1993. Avec l'équipe nationale suisse, il dispute les Championnats d'Europe par équipe en 2001, 2007 et 2009, les Mitropa Cup en 1995, 1997, 2000, 2006, 2009 et 2013, le Championnat du monde par équipe en 1997 ainsi qu'aux Olympiades d'échecs de 1996, 1998, 2002 et 2010.

## Clubs
Il joue aux échecs en club en Suède jusqu'à la saison 1999-2000, pour le SK Rockaden Stockhol. Avec le SK Rockaden Stockholm, il remporte le championnat suédois par équipe à neuf reprises : 1979–80, 1981–82, 1983–84, 1991–92, 1992–93, 1993–94, 1995–96, 1996–97 et 1997–98.
Il participe également à sept reprises à la Coupe d'Europe des clubs avec Rockaden Stockholm entre 1982 et 1998 et atteint les demi-finales en 1986.
Il remporte plusieurs fois la Bundesliga suisse avec le SV Birsfelden/Beider Basel, notamment lors des saisons 1999, 2005, 2006, 2006/07 et 2007/08. Il joue également pour le SC Lyss-Seeland au début des années 2000 . Dans la Ligue nationale suisse A , il joue pour le SG Riehen lors des saisons 2000 et 2001, pour Lugano en 2003 et à nouveau pour Riehen depuis. Il y joue pour le club d'échecs Réti Zurich depuis 2013, avec qui il est devenu champion en 2013 et 2014 . En Allemagne, il joue pour le SC Brombach.
Il est également actif dans le Championnat de France d'échecs des clubs en 1998, 2002 en jouant pour Mulhouse Philidor.

## Backgammon et Poker
Au backgammon, il est champion de Suisse en 1998, 2000 et 2005. Au poker, il se classe troisième au Limit Hold'em Freezout en janvier 2008 lors d'un tournoi Winter Fun à Nova Gorica.